# Irina Sineckaja
Irina Vladimirovna Sineckaja (in russo Ирина Владимировна Синецкая?; Stavropol', 25 dicembre 1978) è una pugile russa.

## Carriera pugilistica
Allenata da Viktor Lisicyn, è tra i pugili più titolati al mondo, avendo vinto tre ori, un argento e un bronzo ai mondiali, mentre agli europei ha conquistato cinque medaglie d'oro e una d'argento.
Ha combattuto in numerose categorie di peso: ha cominciato con i pesi welter (66 kg), passando per i medi, mediomassimi ed infine massimi a partire dal 2011.